# Музей народной архитектуры (Санок)
Музей народной архитектуры (пол. Muzeum Budownictwa Ludowego) — один из самых больших музеев Европы, находящихся под открытым небом, возле города Санок, Польша. Зарегистрирован в Государственном реестре музеев. Учитывая количество объектов, парк считается самым большим в Польше. На территории 38 гектаров представлена культура польско-украинского пограничья в восточной части Карпат.

## История
Музей был основан в 1958 году по инициативе Александра Рыбицкого и хранителя Ежи Тура. Это был первый этнографический парк, основанный в Польше после Второй мировой войны, который, благодаря заграничным контактам, получил ещё в семидесятые годы статус самостоятельного научного и административного учреждения вместе с первым в истории польской музейной деятельности статусом скансена. Статус Этнографического парка в Саноке послужил основой для многих других похожих учреждений. Скансен был открыт для посетителей 25 июля 1966 года. По инициативе Александра Рыбицкого в Этнографическом парке была создана также первая в Польше экспериментальная станция, занимающаяся хранением исторической древесины.
В Этнографическом парке в Саноке организуются также разного рода фестивали музыки, рукоделия и народной кухни. Приглашаются коллективы народной музыки из разных стран, в частности Венгрии, Словакии, Украины.

## Галицийский рынок
Проект постройки сектора маленького городка был задуман ещё в 80-е годы XX века в мастерской Александра Рыбицкого. Историк поставил себе цель показать примеры строительства XIX/XX вв., восстановить исторический галицийский рынок со всеми его функциями. Этот проект стал реализовываться в 2009 году, благодаря средствам Евросоюза. Он заключается в создании типичного городка второй половины XIX и начала XX века, так как в этот период создавались дома мещанского типа, с аркадами вокруг рынка. В секторе галицийского рынка находится 26 объектов. Официальное открытие состоялось 16 сентября 2011 года.

## Деятельность парка
Во время воспроизводства типичного размещения деревень и хозяйственных огородок[прояснить], в музее были собраны свыше 100 деревянных объектов XVII—XX вв. Кроме жилых, жилищно-хозяйственных и хозяйственных объектов, в парке находятся также сакральные здания (католический костёл XVII века, две бойковские церкви XVIII века, одна лемковская церковь XIX века и несколько живописных часовен), общественные здания (деревенская школа, гостиница) и промышленные здания (водяная мельница, ветряные мельницы, кузницы). Церкви, как и жилые и хозяйственные постройки, доступны туристам. Увидеть можно, в частности, интерьеры ремесленных мастерских: ткача, гончара, колёсного мастера, производителя деревянных ложек, плетёных корзин и пр. На территории Этнографического парка находится также постоянная выставка икон, под названием «Карпатская икона», на которой можно увидеть свыше 220 икон XV—XIX вв., представляющих полное развитие техники этого вида живописи на территории польских Карпат.
Деятельность парка охватывает также временные выставки, организованные благодаря частным коллекциям. На выставках и в музейных складах находится около 30 000 экспонатов, являющихся достопримечательностями народной культуры, культуры жителей подкарпатских городов и городков, в том числе богатые коллекции икон, часов, медной посуды, килимов, олеографий, керамики и других предметов, касающихся искусства и артистического ремесла.

## Этнографические группы
На территории юго-восточной Польши до 1947 года жили 4 этнографические группы: бойки, лемки (русинские группы), долиняне (группа, соединяющая польские и русинские черты) и погужане (польская группа). Среди этой последней группы этнический русинский остров создали так называемые «замещанцы», то есть жители 9 украинских деревень, находящихся около города Кросно, изолированных от остального русинского населения польскими группами. Несмотря на то что все вышеуказанные группы жили на горной территории, они отличались друг от друга способом ведения хозяйства (у бойков и лемков — это сельскохозяйственная деятельность, опирающаяся на животноводство, долиняне и погужане занимались, главным образом, земледелием). Это различие повлияло на характер материальной (строительство, одежда) и духовной (обряды, семейные праздники) культуры, а также на многие другие элементы повседневной жизни.
- Бойки — группа грекокатолического вероисповедания, общались на диалекте украинского языка. Они занимались, прежде всего, производством древесины, земледелием и животноводством. Бойки производили свою одежду самостоятельно, на ярмарках покупали лишь немногочисленные аксессуары. В их одежде преобладали белый и красный цвета.
- Лемки делятся на 3 этнические группы, но все они пользуются украинским говором и исповедуют грекокатолицизм. Значительную роль в их хозяйстве играло животноводство, но они занимались также земледелием. В конце XIX века многие лемки эмигрировали в США, a Вторая мировая война практически привела к полной депопуляции как лемков, так и бойков.
- Долиняне — эта группа являлась результатом соединения живущих на юго-востоке Польши поляков, русинов и немцев. Долиняне занимались земледелием, благодаря плодородным почвам.
- Погужане — это преимущественно польская группа, но небольшой процент состоит из русинов и немцев. Кроме земледелия и животноводства, погужане занимались также ткачеством.